# Dong Zhongshu
Pour les articles homonymes, voir Dong.
Dans ce nom chinois, le nom de famille, Dong, précède le nom personnel.
Dŏng Zhòngshū 董仲舒 (naissance entre -195 et -179, mort entre -115 et -104), originaire de Guangchuan (廣川) au Hebei, est un lettré confucianiste de la dynastie des Han occidentaux, spécialiste renommé du commentaire Gongyang (公羊傳) du Chunqiu, et versé dans les théories naturalistes du yin-yang et peut-être des cinq éléments. On lui en attribue traditionnellement la synthèse en un système présentant l’univers (dont fait partie la société humaine) comme un ensemble dont tous les éléments sont liés, et où le souverain, guidé par les signes que lui envoie le Ciel, joue un rôle essentiel de maintien de l’ordre. Dong Zhongshu pensait que le confucianisme devait remplacer toutes les autres écoles de pensée et on lui prête le pouvoir d’avoir persuadé l’empereur Wudi de l’adopter comme idéologie d’État. Il appartient au courant, majoritaire sous les Han occidentaux, des confucianistes qui ont une conception quasi religieuse de leur idéologie ; ils pensent que les lois du Ciel se cachent dans les classiques qu'ils attribuent au « saint » Confucius, et qu’une lecture savante permet de les déchiffrer. Le Gongyang zhuan est ainsi un commentaire qui révèlerait le sens profond des Annales de Lu (Chunqiu).
En fait, Dong Zhongshu n’a dû que partiellement contribuer à l’élaboration du système de correspondances universelles qu’on lui attribue ; il avait en effet commencé à se former avant lui avec des penseurs comme Zou Yan et fut repris ultérieurement par d’autres. Les détails de sa biographie permettent également de douter qu’il ait jamais disposé d’un si grand crédit auprès de l’empereur que celui-ci ait promu le confucianisme uniquement sur sa recommandation (il faillit même être condamné pour encouragement à la sédition). Il n’en demeure pas moins qu’il fut un lettré renommé et contribua certainement à présenter le confucianisme comme la clé de la compréhension de l'univers et la voie des sociétés heureuses.
Dong Zhongshu aurait été un auteur prolifique (le Livre des Han lui attribue 123 textes), poète de ci et de fu (詞賦) comme beaucoup d’érudits de l’époque, mais presque tous ses écrits ont disparu. De ce qui reste on peut citer le Tianren sance (天人三策) et le Fu du Lettré insatisfait (士不遇賦). Le Chunqiu fanlu (春秋繁露), synthèse de la pensée de l’époque qui lui est attribuée, serait en fait une compilation de multiples auteurs appartenant à divers courants.

## Biographie
Les sources principales pour sa biographie sont le Shiji et le Livre des Han. Sima Qian, en particulier, était son contemporain, mais ne semble pas l'avoir fréquenté. 

### Début de carrière
Son prénom social n’est pas mentionné. Il aurait, selon le Shiji, eu une nombreuse descendance titulaire de fonctions officielles, mais on ne trouve pas mention d’elle dans les annales. Sa famille n’est citée qu’à l’occasion de son assignation à résidence en -96 à Maoling (茂陵), emplacement des tombeaux impériaux, peut-être pour la rapprocher et mieux surveiller une éventuelle tentative de sédition. Une source du Ve siècle difficilement traçable l’énumère au nombre des pères qui bannirent leur fils. Un passage du Shiji suggère qu’il aurait rencontré très jeune Xia Wuqie, médecin qui contribua à empêcher une tentative d’assassinat de Qin Shihuang. 
Il était versé dans les cinq classiques, et spécialiste du commentaire Gongyang des Annales des Printemps et des Automnes attribuées à Confucius. Il faisait autorité en la matière, surtout dans la principauté de Zhao, son pays d’origine. C’est cette réputation qui lui valut en -152 au plus tard un poste de spécialiste du Gongyang à la cour de l’empereur Jing (-156 ~ -141). Il s’agissait d’une position sans pouvoir et de faible salaire, mais son prestige était grand dans le monde lettré, même s’il n’y était pas aimé de tous, peut-être à cause d’une attitude un peu rigide et du manque de savoir-faire diplomatique. Il était, parait-il, si concentré sur ses pensées qu’il était souvent distrait. Il aurait eu de très nombreux disciples, n’enseignant directement qu’à certains d’entre eux qui transmettaient ses paroles aux autres. Ainsi, prétend le Shiji, une partie de ses élèves ne l’avaient jamais vu. 
Compte tenu de ses positions idéologiques, Dong Zhongshu était très certainement un opposant du huanglao et de ses partisans. Selon Chu Shaosun (褚少孫) qui compléta le Shiji après la mort de Sima Qian, le Gongyang zhuan aurait été utilisé pour s’opposer à la tentative de l’impératrice douairière Dou, membre du clan huanglao, de faire nommer successeur officiel le prince de Liang, frère cadet de l’empereur Jing, au lieu du fils aîné de ce dernier, le futur Han Wudi.
À l’avènement de Wudi en -141, Dong Zhongshu reçut une promotion ambiguë, dans la mesure où il obtint un poste nettement mieux payé de chancelier, mais dans la principauté lointaine de Jiangdu (江度), partie de l’actuel Hubei et est du Sichuan. Mettant les théories naturalistes en pratique, il y aurait expérimenté - avec succès disent les sources - des méthodes de contrôle de la pluie basées sur des manipulations du yin et du yáng.

### Heurs et malheurs à la cour
En -137 il revient au palais. En -135, peu après la mort de l’impératrice Dou, il présente au jeune empereur son analyse concernant des départs de feu d’origine mystérieuse survenus récemment dans des temples impériaux. Selon lui, ce sont des signes par lesquels le Ciel fait savoir que l’influence (néfaste) des membres de la famille impériale s’épuise et qu’un sage est apparu, il convient donc d’adopter une nouvelle politique, d’écarter la famille du pouvoir et de la remplacer par le dit sage. Il présente à l’appui un exemple tiré de sa « bible », les Annales des Printemps et des Automnes. Depuis la disparition de l’impératrice Dou, le principal parent impérial visé est Tianfen (田蚡), oncle maternel. Or peu après, une comète traverse le quartier est du ciel, signe que le pouvoir du souverain faiblit. Dans son fief de l’Anhui, le roi de Huainan, autre oncle ambitieux de l’empereur, observe aussi le phénomène et songe à se rebeller, mais renonce finalement. Ces événements, et peut-être le désir de contrebalancer le pouvoir d’un parent arrogant, auraient convaincu Wudi du bien-fondé du raisonnement de Dong Zhongshu. Les lauréats confucéens arrivés en tête de l’examen de la fonction publique de -134 sont presque tous promus conseillers pour faire contrepoids aux parents impériaux.   
Néanmoins, cette décision ne semble pas être l'amorce d'une brillante carrière pour Dong Zhongshu. En effet, bien qu’arrivé en tête du concours, il n'est pas promu, alors que l’empereur distingue son rival Gongsun Hong (公孫弘) dont la prestation n'avait pas été si brillante. Par ailleurs, à partir de -130, Wudi se lance dans une série de campagnes militaires en totale opposition avec les recommandations confucéennes, et se tourne de plus en plus vers la voie des magiciens et des immortels et le culte de divinités comme Huangdi plutôt que vers le Ciel. Les confucéens n’auront pas l’impression que lui ou ses successeurs comptent faire un grand usage pratique de leurs recommandations, ni investir leurs sages d’un réel pouvoir. Déçus, ils formeront la base du soutien au futur usurpateur Wang Mang.
Entre -134 et -130, il présente à l’empereur les Trois propositions sur le Ciel et l’homme ou Tianren sance (天人三策), où il expose sa vision de l’univers et la place que l’homme, et en particulier le souverain, y jouent. Peu après, un conseiller hostile, Zhufu Yan (主父偃), révèle un écrit dérobé parmi ses documents, discutant des présages et des calamités susceptibles d'annoncer un changement dynastique, sujet alors en vogue chez les confucéens. Son texte est interprété comme un encouragement à la sédition et il manque d’être exécuté. Le Livre des Han assure qu’après cet incident il n’osa plus jamais aborder ces sujets.

### Exil et retraite
En  -121, il est envoyé sur la recommandation de Gongsun Hong occuper un bon poste dans la principauté de Jiaoxi (膠西) au Shandong. Il pourrait s’agir d’une tentative de se débarrasser de lui car, outre l’éloignement, Liu Duan (劉端), prince de Jiaoxi, est connu comme un maître dangereux cherchant noise à presque tous ses fonctionnaires. Néanmoins, Dong Zhongshu survit et obtient l’autorisation de se retirer pour raison d’âge et de santé.
Après sa retraite, sa réputation d’érudit continue de faire venir des gens de la cour pour le consulter, dont, en -123, le censeur impérial Zhang Tang (張湯). Il semble avoir fini ses jours sans opulence mais paisiblement, partageant son temps entre l’étude, l’enseignement et l’écriture. Il rédige sans doute les textes du Gongyang Dong Zhongshu zhiyu « [le spécialiste du] Gongyang  Dong Zhongshu évalue les cas judiciaires » (公羊董仲舒治獄) où il expose comment on peut éviter d’imposer inutilement des peines, et certaines parties du Shihuozhi (食貨志) Traité sur le vivre et l’argent du Hanshu où il donne comme d’autres confucéens de sages conseils (encourager l’agriculture, diminuer les impôts et corvées, libérer les esclaves, interdire la concentration des terres entre les mains d’un petit groupe de propriétaires, etc.) qui seront ignorés par les successeurs de Wudi avant d'être mal appliqués par Wang Mang. Il meurt entre -115 et -104.

## Pensée
Compte tenu du peu d’écrits qu’on peut lui attribuer sans conteste, il est difficile d’exposer sa pensée avec précision. On peut néanmoins avancer qu’il s’agissait d’une synthèse entre le confucianisme et le naturalisme (yin-yang et peut-être cinq éléments). L’idée que l’univers est un tout solidaire parcouru de qi et composé de yin et de yang, évoluant cycliquement au fil du temps comme en témoigne l’alternance du jour et de la nuit et des saisons, avait déjà fait son apparition et semble avoir été généralement admise, quoiqu’avec des différences de détail. Beaucoup, comme Zou Yan, pensaient que les objets, êtres et phénomènes de l’univers se répartissent du point de vue de leur nature entre cinq catégories qui sont les cinq éléments (métal, bois, eau, feu et terre) ; les choses de même catégorie ont un lien privilégié entre elles et ont tendance à évoluer de façon similaire au même moment. Néanmoins, bien qu’une section du Chunqiu fanlu intitulée Les cinq forces soit attribué à Dong Zhongshu, il ne semble pas qu’il ait fait appel aux cinq éléments dans sa représentation de l’univers. 
Par ailleurs, le naturalisme confucianiste de Dong Zhongshu se distingue de celui du huanglao taoïsto-légiste par le fait qu’il accorde à l’humain et à la morale une place particulièrement importante dans son schéma de l’univers et s’efforce de démontrer que les conflits politiques agressifs et les punitions n’occupent qu’une place marginale dans le grand ordre des choses. Au contraire, des textes qui semblent appartenir au courant huanglao retrouvés à Mawangdui affirment qu’un temps égal est donné aux saisons yin (automne et hiver) associées à la destruction et aux châtiments, et aux saisons yang (printemps et été) associées aux notions opposées ; destruction et châtiments sont donc des phases indispensables. Dong Zhongshu fait partie de ceux qui insistent sur la supériorité du yang sur le yin, ce qui signifie que les méthodes légistes doivent rester de dernier recours. 
En ce qui concerne les successions dynastiques, contrairement à ceux qui pensent qu’elles ne peuvent qu’être violentes, elles se font idéalement chez lui par abandon volontaire du trône, selon l’exemple des rois Yao, Shun et Yu décrit dans le Classique des documents. Si cela ne peut se faire (cas des Xia, des Shang et des Zhou), c’est du moins le sens moral qui pousse les sages à abandonner celui qui a perdu le mandat du Ciel et le peuple à se révolter contre lui. À cet égard, Dong Zhongshu et ses pairs ignorent l’Empereur jaune, modèle du huanglao et futur dieu taoïste, qui semble avoir été un autre type de souverain peu à leur goût.  
L’univers est pour lui composé de trois mondes : le Ciel, la Terre et la société humaine, entre lesquels le souverain fait le lien. C’est ainsi qu’il analyse le caractère wang 王, roi : les trois traits horizontaux représentent de bas en haut la Terre, l’homme et le Ciel ; ils sont traversés par un trait vertical qui est le roi. Le Ciel confucéen, sans être franchement anthropomorphe ou déifié, possède néanmoins une intention et un sens moral de type humain. Il indique par signes délibérés la politique à suivre ou les rites à accomplir ; le roi les lit aidé de ses sages ministres. Dong Zhongshu et ses pairs auraient tenté de persuader l’empereur d’adopter le culte du Ciel comme religion officielle. Comme le montre l’intérêt croissant avec l’âge de Wudi pour les magiciens et les cultes qui seront repris par le taoïsme, ils n’y parvinrent pas vraiment.